# 家山羊

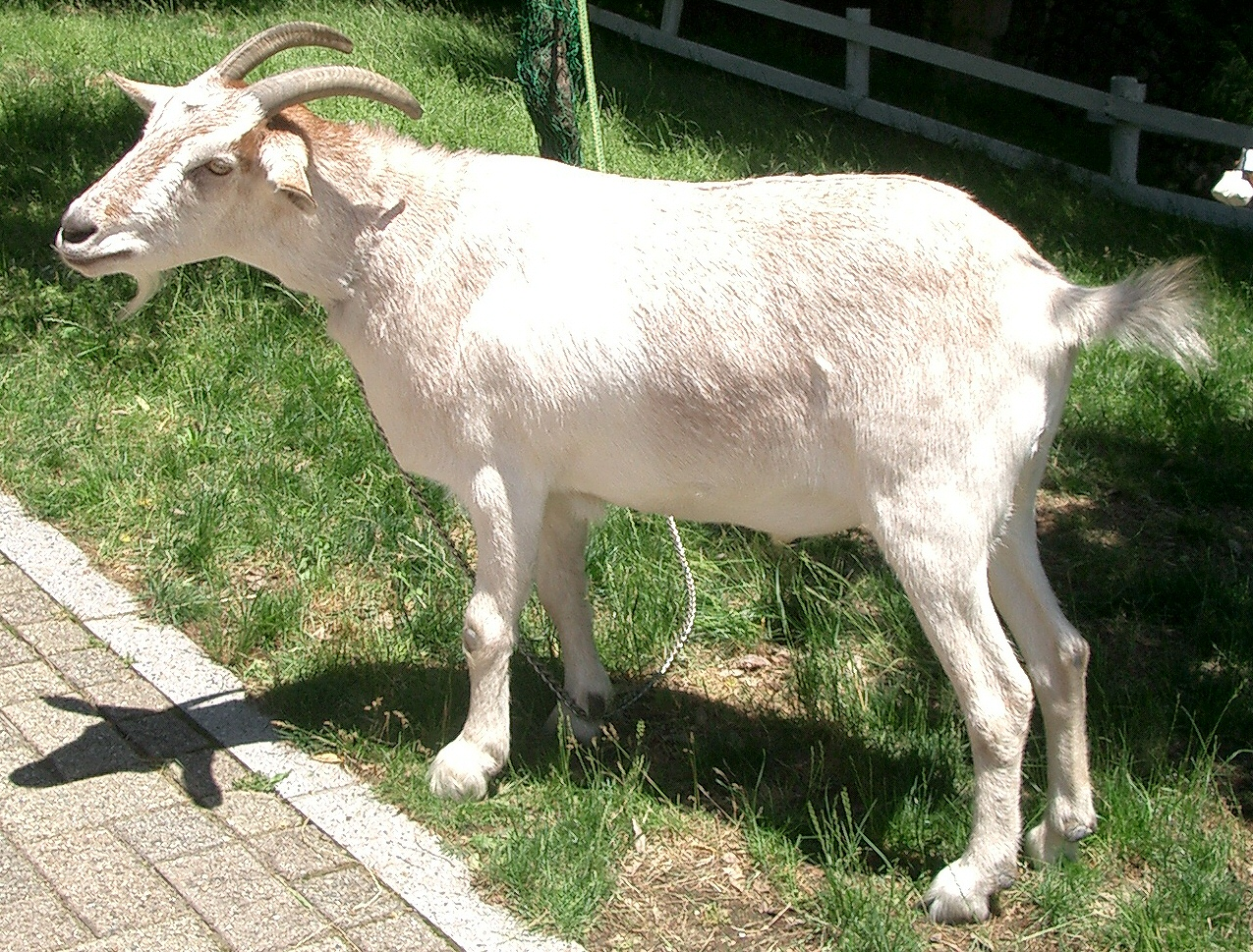
山羊

山羊（学名：Capra aegagrus hircus）又稱夏羊、黑羊或羖羊，和綿羊一样，是最早被人類馴化的家畜之一。山羊的祖先是野山羊，在距今10,500年前于伊朗扎格罗斯完成驯化。人类馴養山羊的最初目的是为了便于取得其毛、肉和奶。山羊皮直到中世紀還被經常用於旅行和野營時使用的水袋或酒袋，在某些地區，山羊皮還製成羊皮紙用於書寫。
山羊肉和山羊奶至今仍做為食用。在印度，山羊肉常被叫做「羊肉」或「羔羊肉」。山羊皮仍被用於製作小羊皮手套和其他衣物。某些種類的山羊可以产羊毛纖維、開司米和馬海毛，可以用於製造羊毛衫等。

## 與綿羊相同与不同之處
山羊與綿羊有較近的親屬關係，但是尾較短，角長而直，而綿羊角則螺旋狀捲曲。山羊適於群體和單獨飼養，較綿羊活潑，天性好奇，適於作寵物。

## 分布

### 中國大陸
中国大陸山羊饲养历史悠久，早在夏商时代就有养羊文字记载。一千多年前人们就开始饲养山羊，后逐步形成规模。山羊生产具有繁殖率高、适应性强、易管理等特点，至今在中国大陸广大农牧区广泛饲养。八十年代改革开放以来，中国大陸山羊养殖业发展迅速，成就显著。中国大陸山羊分布的地区广，遍及全境，全境有一半以上的省（区）山羊头数超过绵羊。南方一些省（区）不能养绵羊的地方却可以养山羊。

### 台灣
台灣最常見的羊是以肉用或乳用為主的家山羊。家山羊的品種很多，目前台灣現有八種羊品種，包括兩種本地種及六種外來種；山羊品種約達100種：
兩種本地種為：
- 台灣黑山羊（Taiwan black goat）
- 台灣褐色山羊（Formosan brown goat）

以及六種外來種，其中乳羊品種為：
- 撒能山羊（Saanen）
- 阿爾拜因山羊（Alpine）
- 吐根堡山羊（Toggenburg）

肉羊品種為：
- 波爾山羊（Boer）
- 吉安山羊（Jian goat）：由花蓮吉安畜產試驗所育成，非外來種，尚未命名通過

乳肉兼用品種：
- 努比亞山羊（Nubian）

## 習性
山羊是聰明好奇的生物。牠們經常會用一些聰明的方法去穿越圍欄。能輕易地爬到彎曲的樹上。牠們也會往車上跳。
山羊幾乎什麽都吃，牠們最喜歡的食物是灌木和草。排泄物是颗粒状态，是很好的肥料。

## 文化影響

### 神話與文俗學

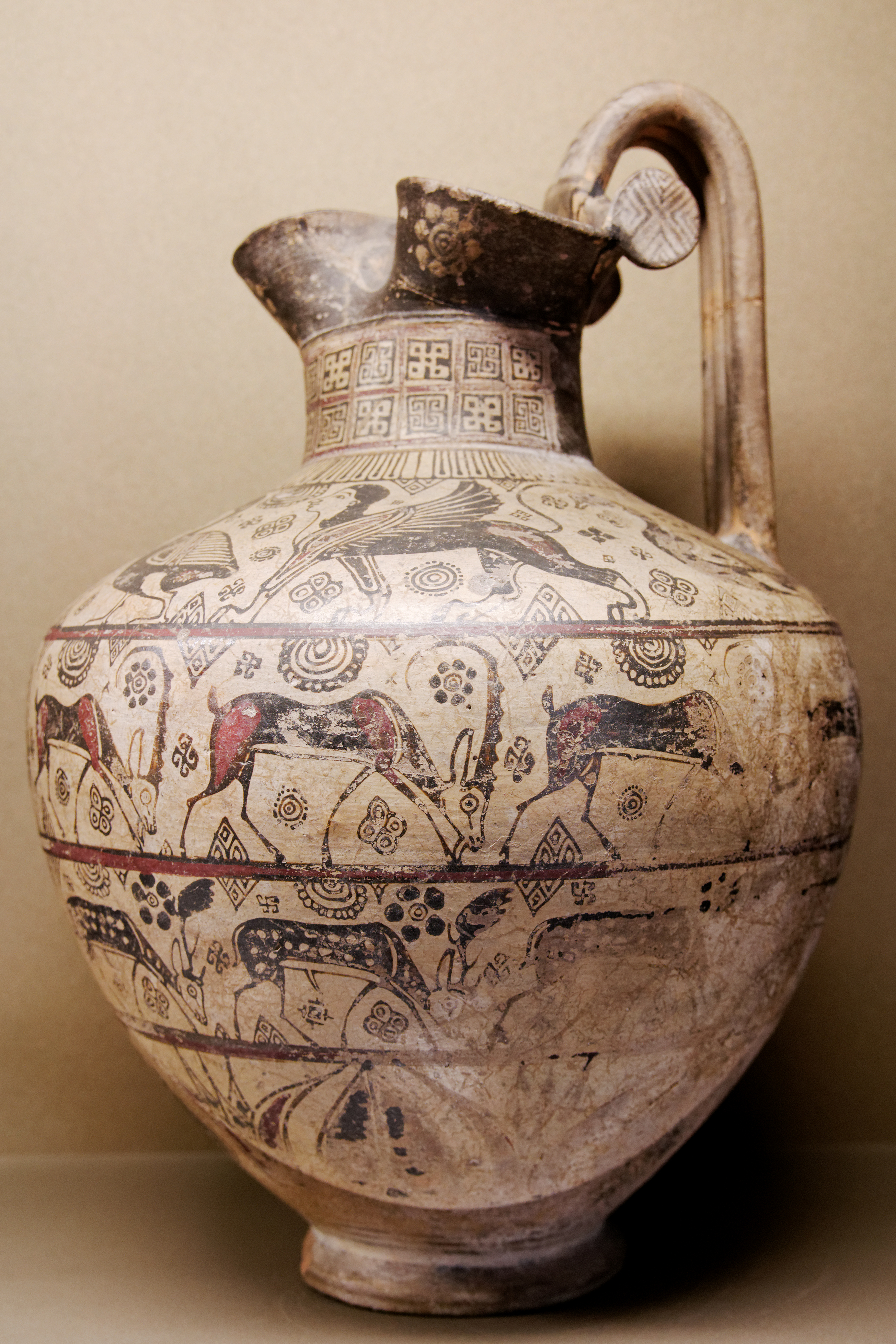
古希臘oenochoe描繪山羊

山羊也是中國十二生肖之一（不過大多數認為綿羊是中國十二生肖之一）。在迷信中羊年出生的人都很害羞、 內向、有創造性，且是個完美主義者。山羊在西方文化中象徵不屈，綿羊象徵軟弱；猶太文化則視山羊為叛逆，綿羊為順服。
傳說中魔羯座是有魚尾的山羊。

### 北歐神話

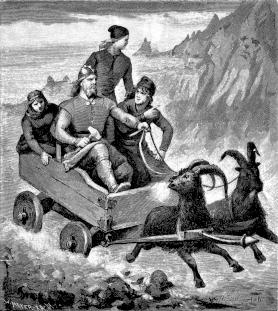
索爾和他的拉車山羊

坦格里斯尼爾和坦格喬斯特。牠們是北歐神話中，索爾（Thor）的一對神奇山羊，負責拉索爾的車。
索爾平時皆徒步，不然就是駕著由兩匹羊拉的黃銅車，所以索爾也被稱為「驅車者索爾」（Aku-Thor）。索爾有時也會殺了山羊來宴請他人，只要吃完後將羊皮和吃剩的骨頭聚集起來，再用他的雷神之鎚擊打，山羊就會復活過來。

### 五羊傳說

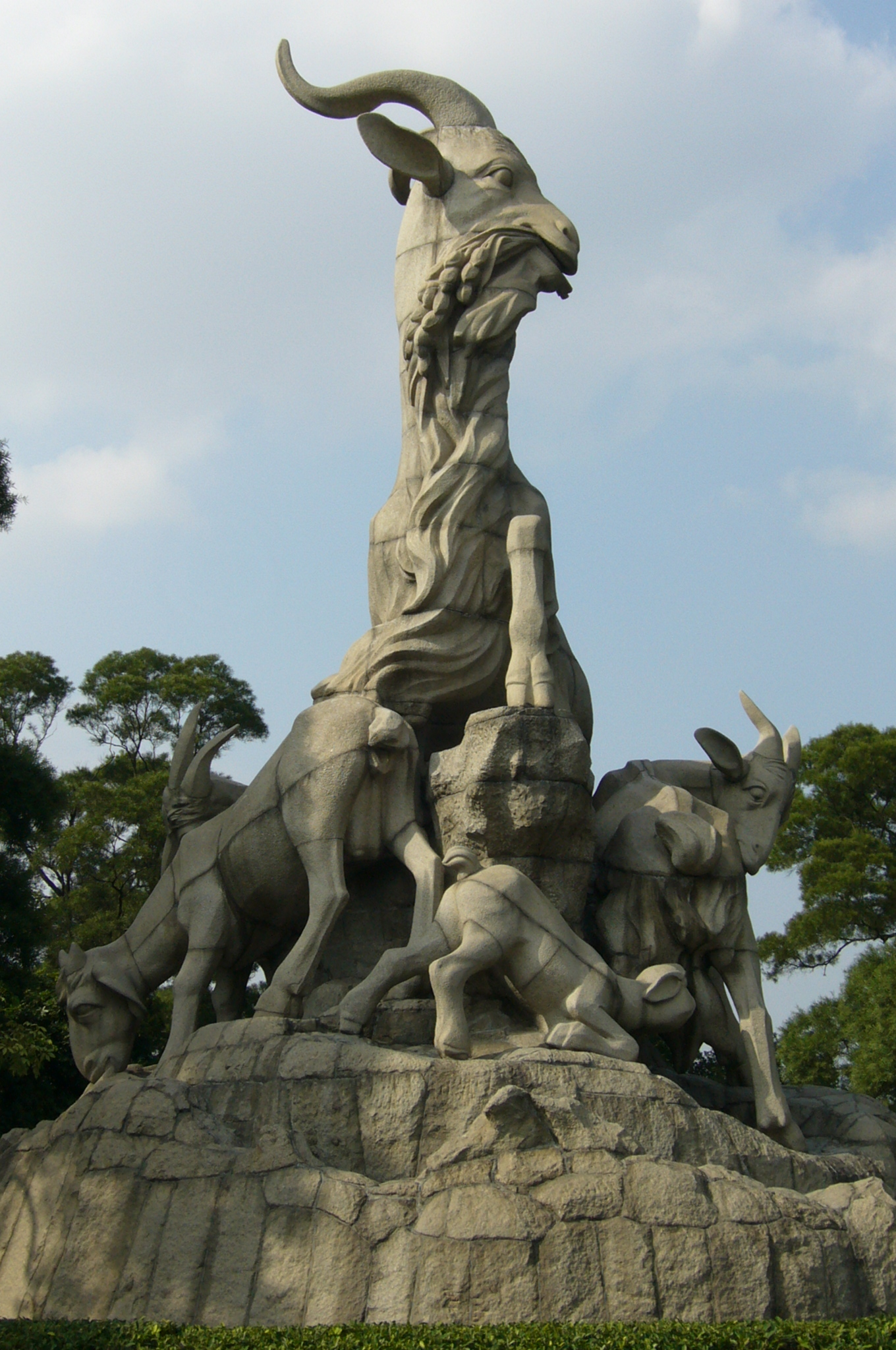
位于越秀公园内的五羊石像

相传在周夷王八年（前887年），楚庭（今广州）因连年旱灾，五谷歉收，人们生活困难。有一天，忽然仙乐悠扬，南海天空飘来五朵彩云，五位仙人身穿红、橙、黄、绿、紫五色彩衣，各骑不同毛色的仙羊，手执稻穗，腾云驾雾降临楚庭。仙人们把稻穗赠给这里的人们，并祝福此地從此丰衣足食，永无饑荒；又把五只仙羊留下来，然后腾云离去。人们把稻穗撒向大地，从此广州风调雨顺，五谷丰登；五只仙羊化为石羊留在山坡上。
后来人们为了纪念仙人和仙羊，在传说的仙人降临的地方修建了五仙观。观内有五仙雕塑，伴以五羊石像，五仙被奉为“山谷神”。观内还有一块巨大的红砂岩，上面有一个一米多长的凹痕，形状似脚印，被称为“仙人拇迹”。广州的仙邻巷、仙羊街、伍仙桥等地名都与五羊仙人有关。现时越秀公园内的五羊石像，被视为广州城标。

## 相關
- 羊乳
- 馬海毛
- 山羊比爾
- 山羊魔咒